# Manuel Gaspar da Cunha
Manuel Gaspar da Cunha (,  — Desterro, 13 de junho de 1887) foi um político brasileiro.
Foi deputado à Assembleia Legislativa Provincial de Santa Catarina na 26ª legislatura (1886 — 1887).
Como presidente da Câmara Municipal de São José exerceu o cargo de prefeito municipal de 1887
a 13 de julho de 1889.